# Svartaskjeret (Øygarden)
Ne doit pas être confondu avec Svartaskjeret.
Svartaskjeret est une île dans le landskap Sunnhordland du comté de Vestland. Elle appartient administrativement à Øygarden.

## Géographie
Rocheuse et désertique, à fleur d'eau, elle s'étend sur environ 287 m de longueur pour une largeur approximative de 209 m. L'île est constituée de récifs pour la plupart immergés.